# ナイジェル・ヘス
ナイジェル・ヘス（Nigel Hess、1953年7月22日 - ）は、イギリスの作曲家。ケンブリッジ大学出身。テレビ番組・舞台・映画音楽の作曲家および指揮者として広く知られるほか、吹奏楽編成の楽曲も手掛けるなど、幅広く活動を行っている。

## 人物・来歴
- ケンブリッジ大学で音楽を学んだ。学生時代はその傍ら、有名な学生演劇サークルThe Cambridge Footlights Revueで音楽監督を務め活躍した。
- 卒業後は、主にテレビや演劇、映画のための音楽を書き、指揮者として活動。また、英国王立シェイクスピア劇団の座付き作曲家として20の演目の音楽を担当。その一方で、純音楽作品、とりわけシンフォニック・バンドのための音楽も多く書き発表している。

## 主要作品
- An Ideal Husband
- Vanity Fair
- Campion Testament
- Summer's Lease
- Maigret
- Dangerfield
- Just William
- Stick With Me Kid （ディズニー）

他

### 映画音楽
- ラヴェンダーの咲く庭で Ladies in Lavender （2004年、イギリス）

### 管弦楽曲・室内楽曲
- クリスマス序曲　A Christmas Overture
- ピアノ協奏曲　Concerto for Piano and Orchestra（2007年）
- ピアノソロ版「ピアノ協奏曲・第二楽章」　Piano Concerto (2nd movt arranged for piano solo)
- ヴァイオリンとオーケストラのための組曲「ラヴェンダーの咲く庭で」　Suite from Ladies in Lavender for violin and orchestra
- バレエ音楽「ロッホナガーの老人」
- テレビ探偵　The TV Detectives

### 吹奏楽曲
- イーストコーストの風景 East Coast Pictures （1985年）
  1. シェルター島 Shelter Island
  2. キャッツキル山地 The Catskills
  3. ニューヨーク New York
- グローバル・ヴァリエーションズ Global Variations （1990年）
- スティーヴンソンのロケット号 Stephenson's Rocket （1991年）
- テムズ川の旅 Thames Journey （1991年）
- ウインズ・オブ・パワー The Winds of Power （1993年）
- スクランブル！ Scramble! （1994年）
- 星空の彼方へ！ To The Stars! （1996年）
- テレビ探偵 The TV Detectives （1998年）
- ニュー・ロンドン・ピクチャーズ New London Pictures
- シェイクスピア・ピクチャーズ Shakespeare Pictures
- 演奏会用序曲「モンクの行進」 Monck's March Concert Overture

他